# Estación La Limpia
La Limpia es la estación ferroviaria de la localidad homónima, Partido de Bragado, provincia de Buenos Aires, Argentina.
La estación corresponde al Ferrocarril Domingo Faustino Sarmiento de la red ferroviaria argentina.

## Servicios
No presta servicios de pasajeros desde agosto de 2015.
Sus vías están bajo la tutela de Trenes Argentinos Cargas.

## Galería

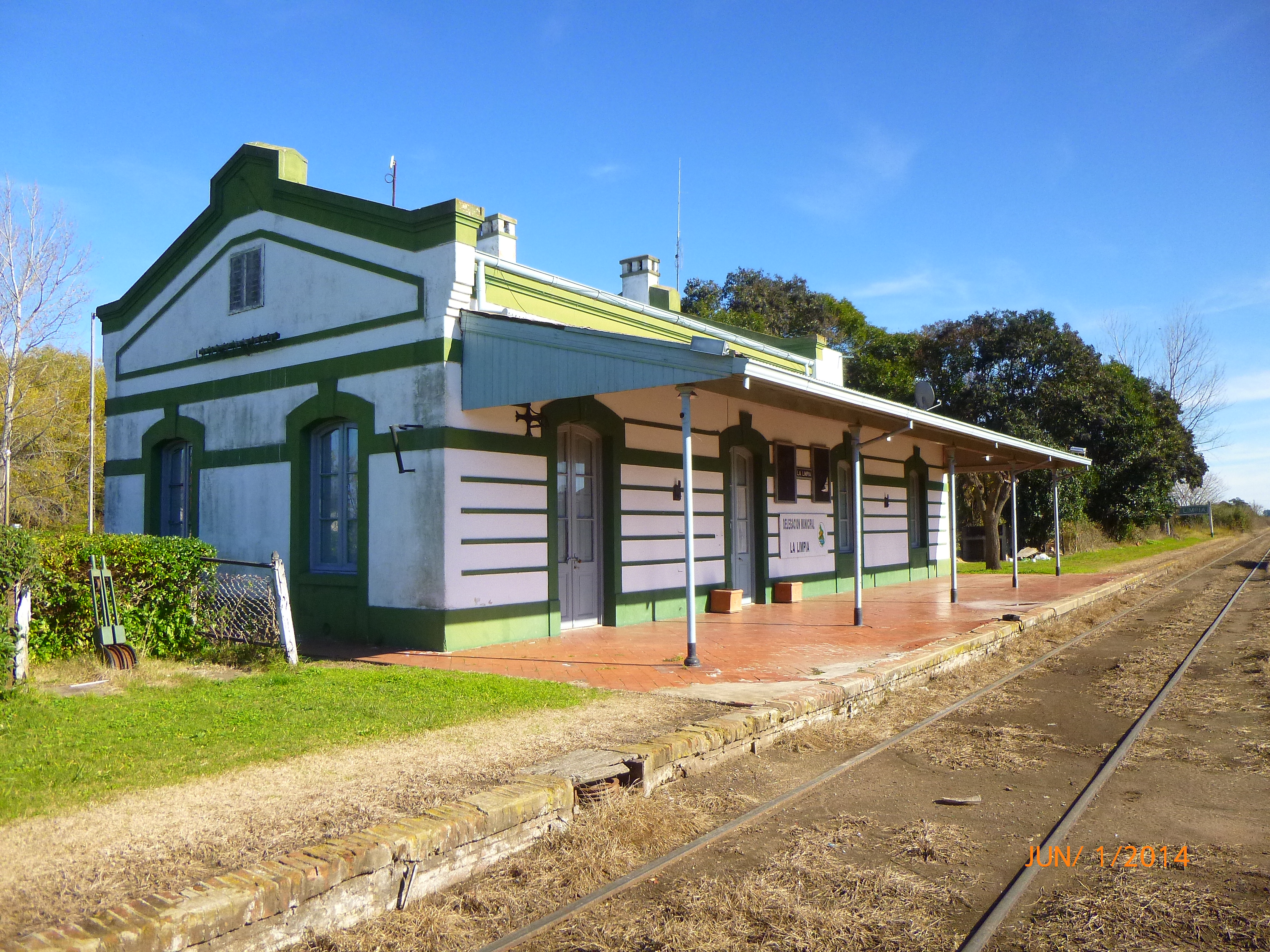
Estación La Limpia